# Троїцька церква (Новий Білоус)
Троїцька церква — православний храм та пам'ятка архітектури національного значення у Новому Білоусі.

## Історія
Постановою Ради Міністрів УРСР від 06.09.1979 № 442 («Про доповнення списку пам'яток містобудування і архітектури Української РСР, що перебувають під охороною держави» надано статус «пам'ятка архітектури республіканського значення» з охоронним № 1790 під назвою Т"роїцька церква та дзвіниця".
Встановлено інформаційну дошку «1790 рік Троїцька церква дерев'яна та дзвіниця 1646 рік».

## Опис
Побудована в 1-й половині XVIII століття (за іншими даними 1646 року). Троїцька церква є однією з небагатьох дерев'яних монументальних споруд, що збереглися, на Лівобережжі України. Має ознаки бароко та класицизму.
Дерев'яна, однокупольна, тридольна (тризрубна — 3 об'єми), хрестоподібна церква з прямокутним у плані бабинцем (притвором), нефом (центральною ділянкою) та гранованим вівтарем. Зберігся різьблений дерев'яний (матеріал: липа) іконостас XVIII століття.
На початку ХІХ століття із західного боку було прибудовано ґанок, також по обидва боки вівтаря — маленькі зруби (приміщення) ризниці та поламарні, з південної та північної сторін центральної ділянки з'явилися притвори з 4-колонними портиками, які завершуються трикутними фронтонами. Тимпани фронтів із розписом.
Поруч (на південний захід) розташована дерев'яна, прямокутна в плані, двоярусна дзвіниця, що завершується шаленим наметом з глухим ліхтарем і главою. Ярус дзвонів має чотири шестикутні отвори. Дзвіниця побудована в 1739 року.
Храм було реставровано. Оновлений іконостас включає фрагменти колишнього іконостасу.

## Галерея

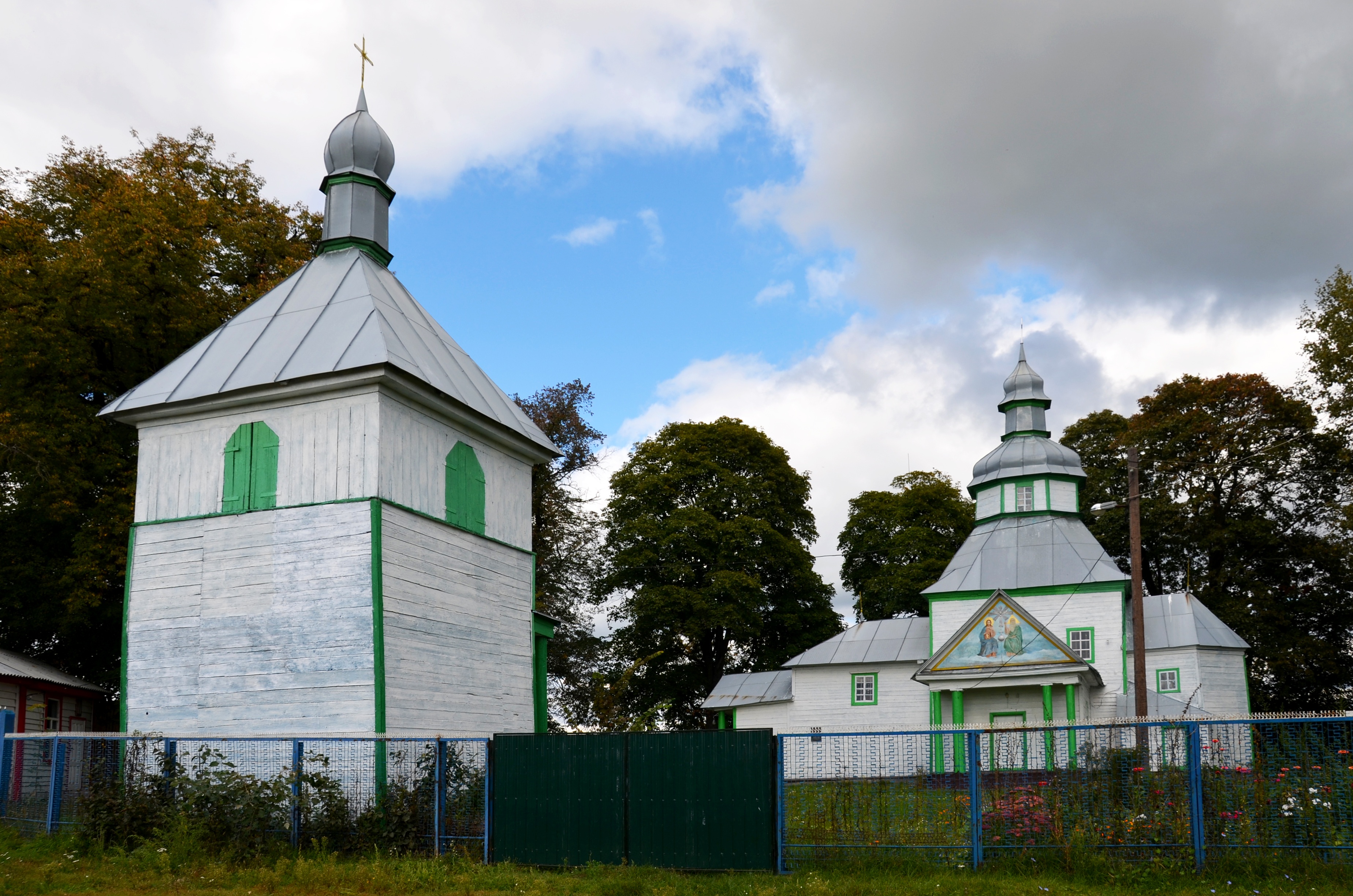
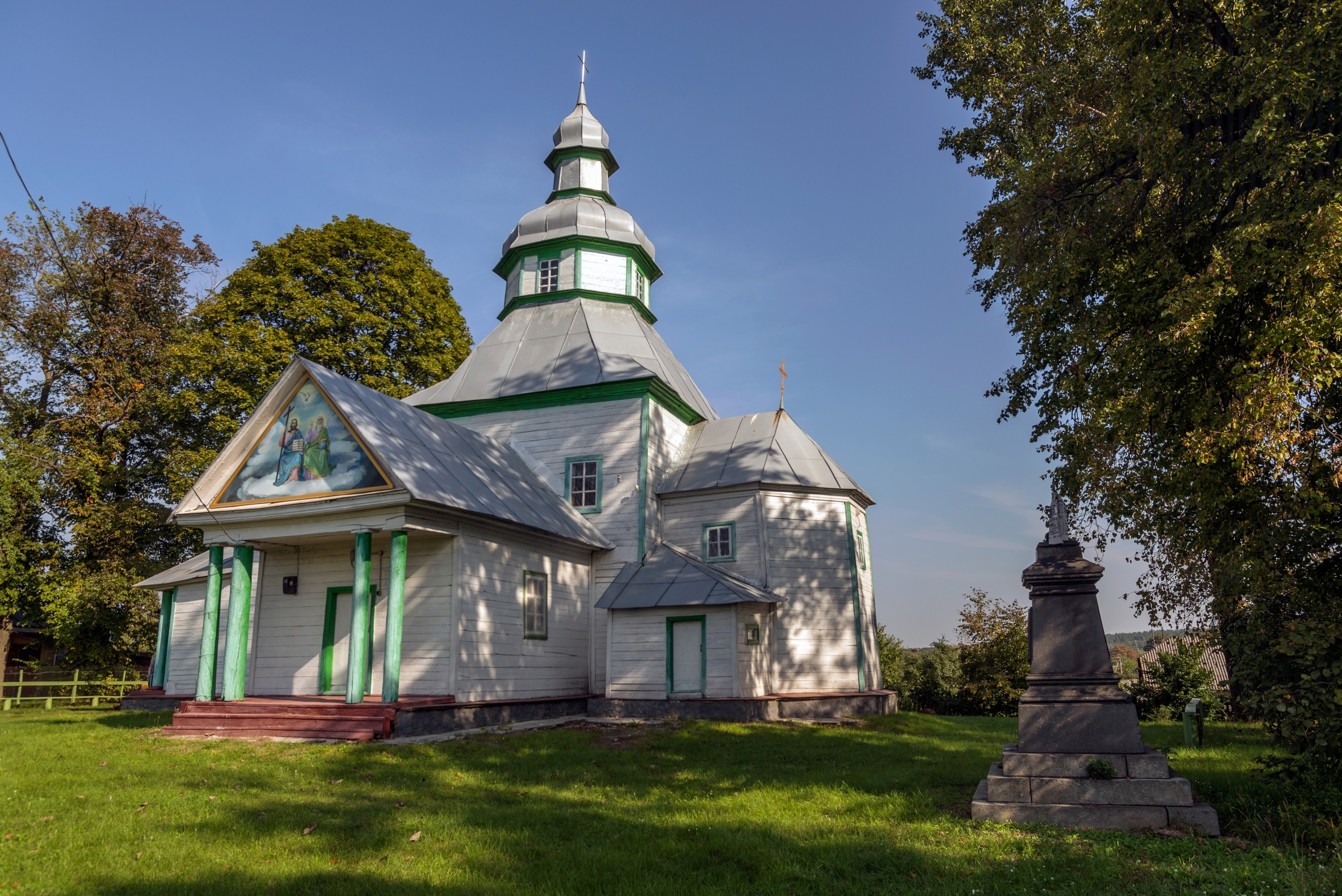
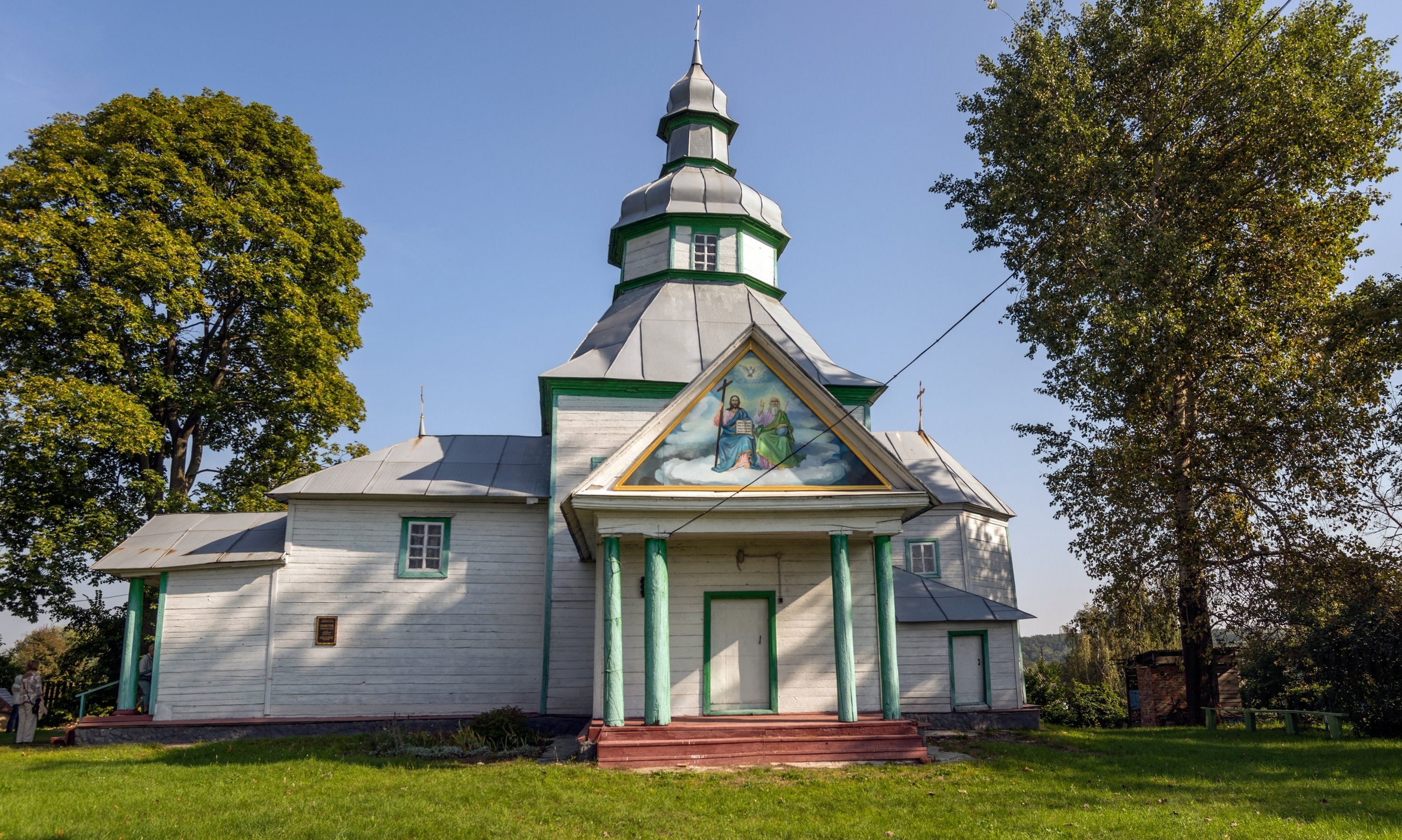
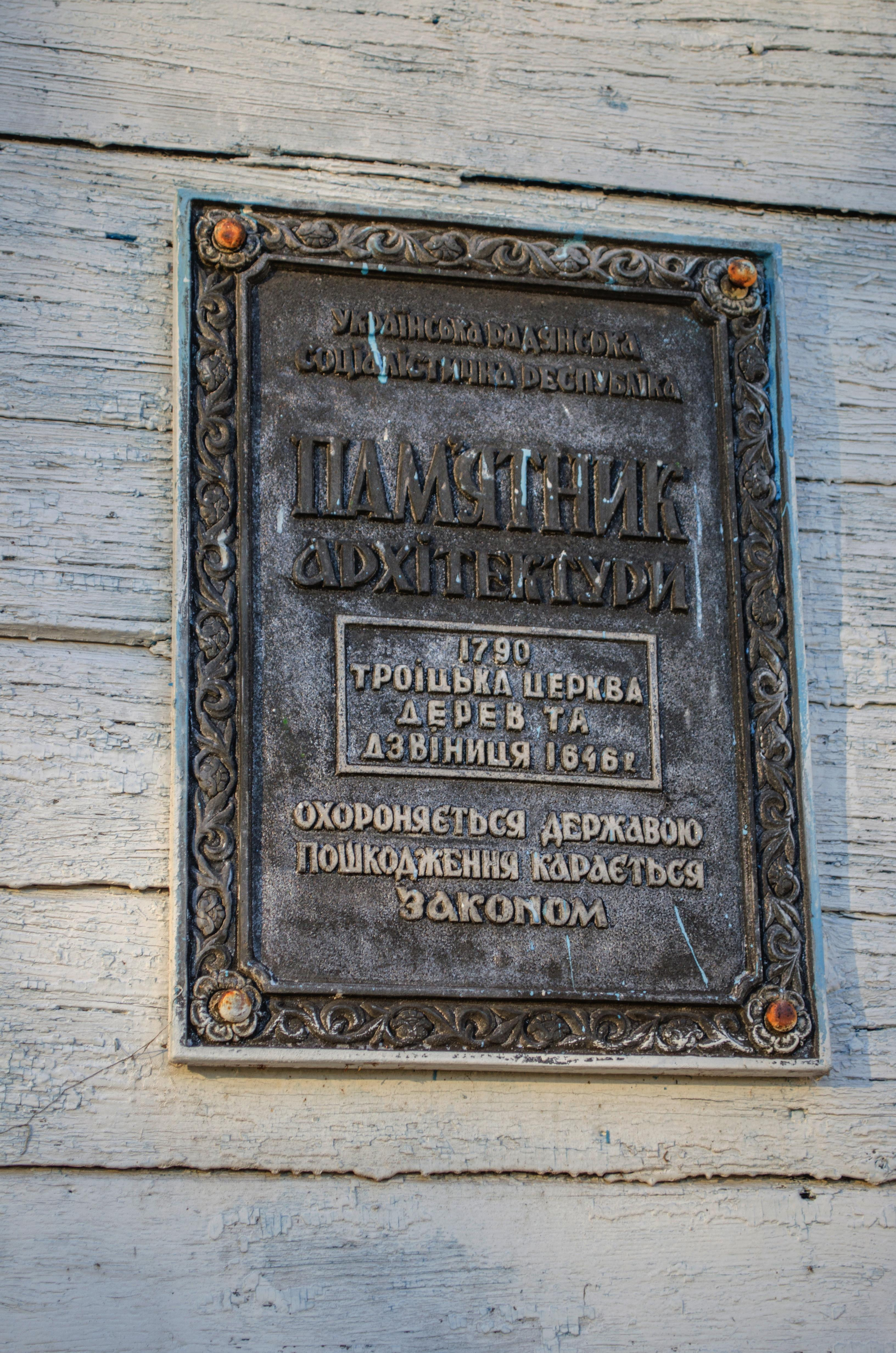
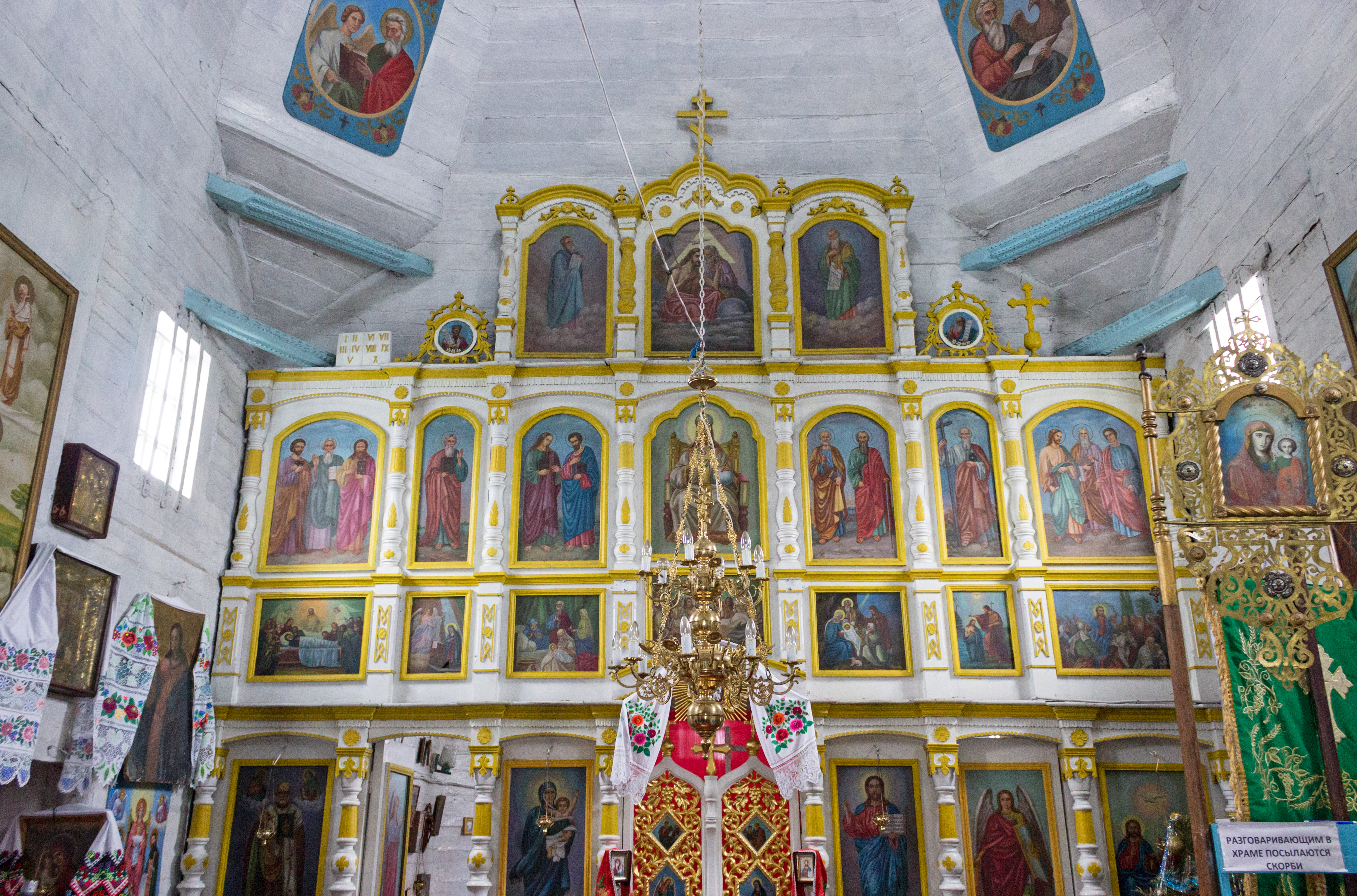
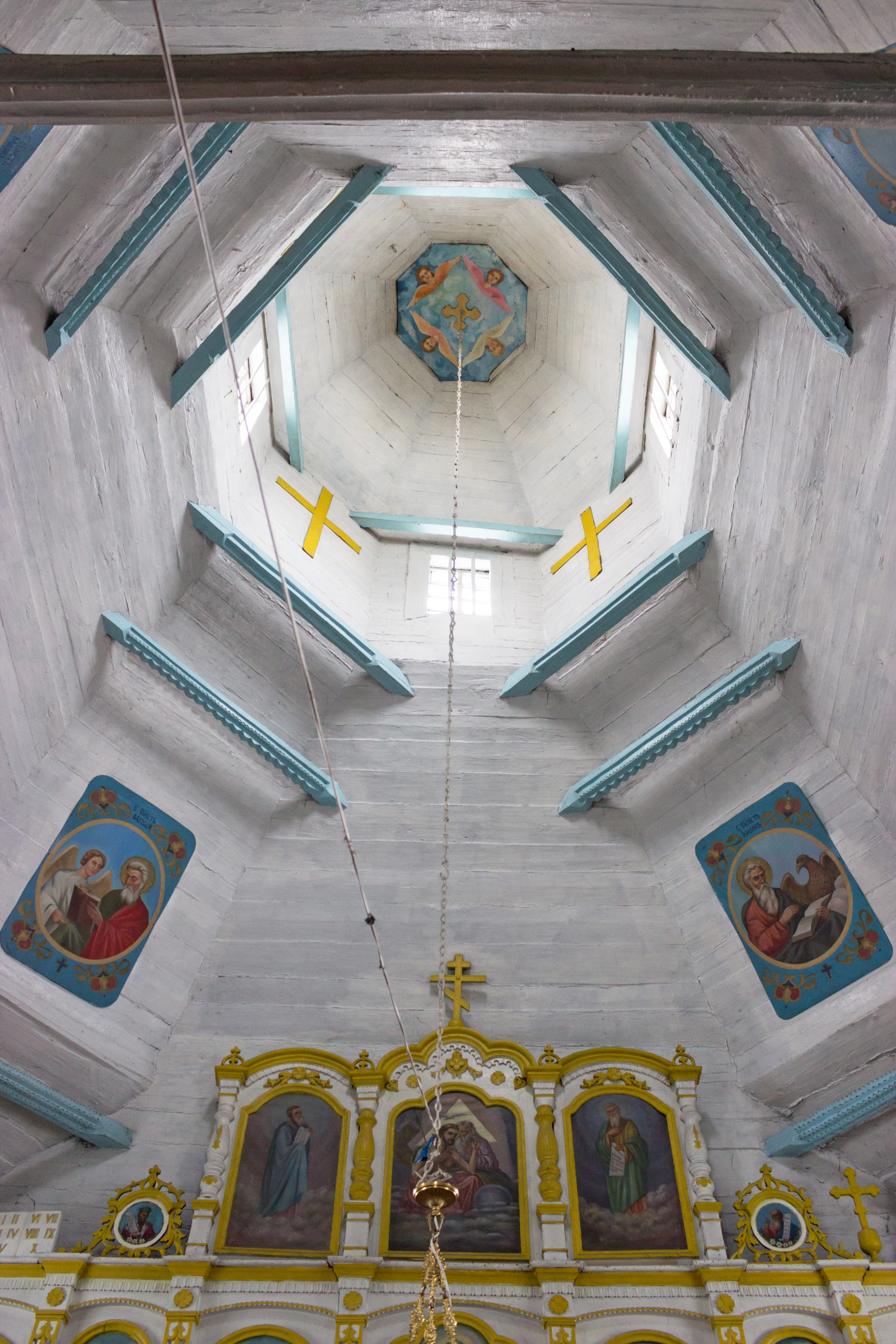
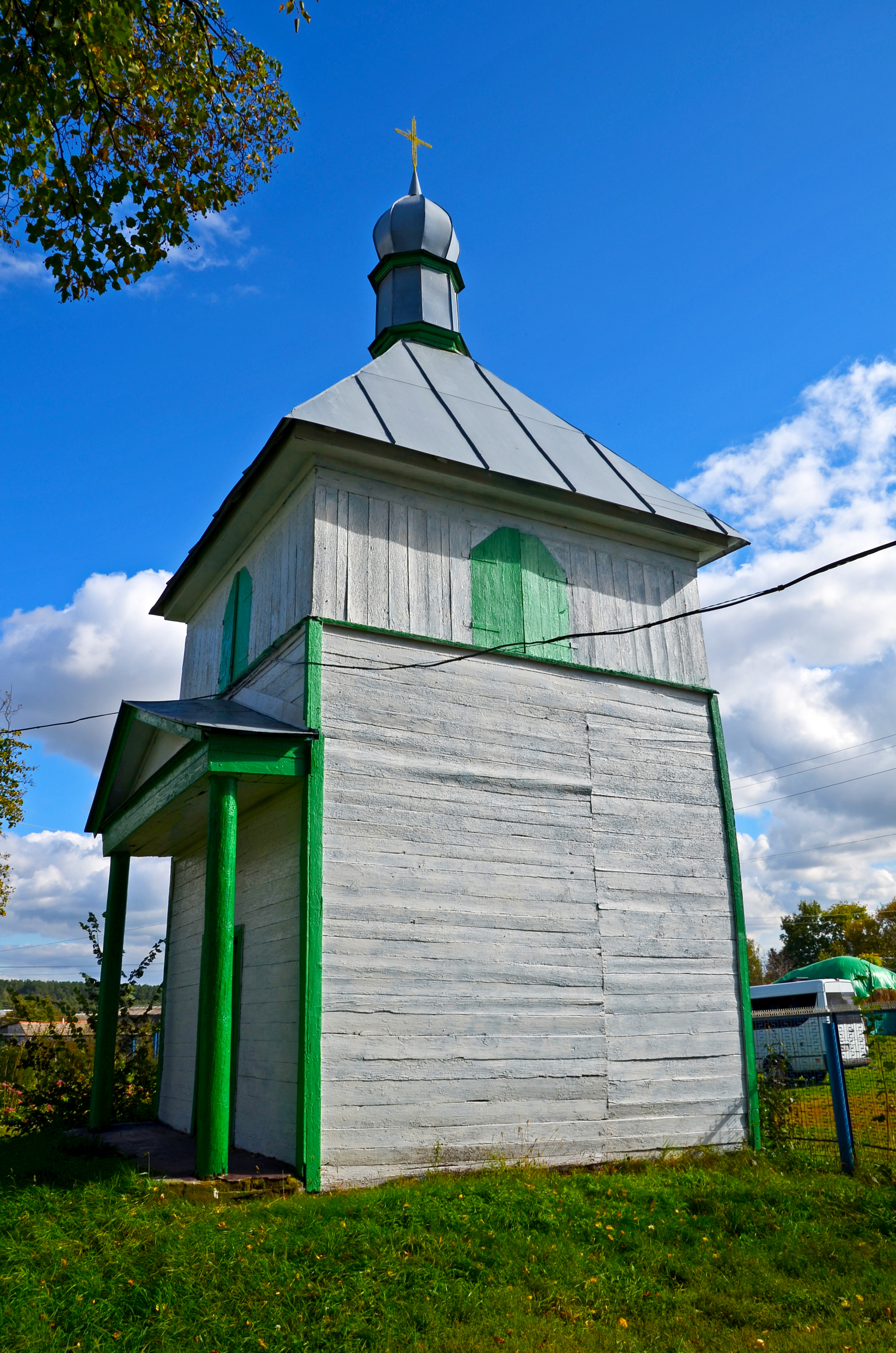